# Филлип, Марвин
Марвин Филлип (англ. Marvin Phillip; 1 августа 1984, Вилламсвилль, Тринидад и Тобаго) — тринидадский футболист, вратарь.

## Карьера
В детстве играл в футбол на позиции нападающего, но постепенно он перешел в ворота. Помимо футбола в школьном возрасте также занимался крикетом. За свою долгую карьеру выступал за многие ведущие клубы Тринидада и Тобаго. В 2019 году Филлип в 35 лет впервые попробовал свои силы в зарубежном чемпионате, заключив контракт с индийским клубом I-Лиги «Нерока». После возвращения на родину оставался без клуба, пока в 2023 году не перешел в «Порт-оф-Спейн».

### В сборной
Впервые стал вызываться в ряды национальной команды в 2006 году после ее участия в Чемпионате мира по футболу в Германии. Дебют за сборную состоялся 31 января 2007 года в товарищеском матче против Панамы (1:2).
Голкипер защищал ворота «соки уорриорз» на нескольких Золотых Кубках КОНКАКАФ и на Карибских кубках.
В ноябре 2023 года Филип объявил о завершении карьеры в сборной. Вскоре он закончил игровую карьеру, перейдя на учебу на тренера вратарей. Однако по ходу следующего года он вновь стал получать вызовы в нее. При назначенном на пост главного тренера «воинов сока» Дуайте Йорке, Филипп получил место в воротах. В июне 2025 года он отправился на свой седьмой Золотой кубок КОНКАКАФ.

## Достижения

### Национальные
- Чемпион Тринидада и Тобаго (3): 2002, 2003/04, 2023/24..
- Обладатель Кубка Тринидада и Тобаго (1): 2005.
- Обладатель Кубка лиги Тринидада и Тобаго (4): 2003, 2007, 2008, 2013.

### Международные
- Победитель Карибского клубного чемпионата (2): 2003, 2009.
- Серебряный призер Карибского кубка (2): 2012, 2014.

## Личная жизнь
В 2014 году У Филлипа от сердечной недостаточности скончалась его первая жена Аделла Джилл, а через два месяца умер их общий сын Матай, которому было всего десять месяцев.